# Сейдзі Одзава
Се́йдзі Одза́ва (яп. 小澤 征爾; * 1 вересня 1935 — 6 лютого 2024 ) — японський диригент, Лауреат премії Кусевицького (1960), кавалер Ордену Почесного легіону (1999), почесний доктор ряду американських університетів.

## Діяльність
Був керівником симфонічних оркестрів в Торонто, Сан-Франциско, Бостоні. З 2002 — музичний директор Віденської державної опери. Визнаний виконавець музики XX ст.